# 拉斯托波羅夫案
拉斯托波羅夫案（ラストヴォロフ事件）為前蘇聯於冷戰時期，在日本從事間諜活動之事件。

## 經過
1954年（昭和29年）1月24日，前駐日蘇聯代表部向外發布，該部二等秘書尤利·拉斯托波羅夫遭美國情報機關綁架失㮴一事，同年8月14日，尤利·拉斯托波羅卻在美國華盛頓召開記者會，自稱係蘇聯派至日本從事間諜活動之外交人員，因自願請求美國庇護，故於同月26日搭乘美軍軍機離開日本；同時，該員並披露日本外務省官員曾配合其蒐集情報之情事，而造成國際轟動。其後，日本外務省三名涉及洩密罪之官員，遂遭逮捕起訴。

## 外部參考
- Таинственный беглец （页面存档备份，存于）（ロシア語）